# Aldo Turchetti
Aldo Turchetti (Falconara Marittima, 26 agosto 1909 – Roma, 1º agosto 1979) è stato un medico italiano.

## Biografia
Nasce il 26 agosto 1909 nel palazzo avito a Falconara Alta, frazione di Falconara Marittima, discendente da un'antica famiglia veneto-marchigiana.
Si laurea con lode in 'Medicina e Filosofia' nella Regia Università di Bologna nel 1935 ove, per quattro anni, fu allievo interno presso l'Istituto di Clinica Medica diretto dal professor Giacinto Viola, caposcuola della medicina costituzionalistica italiana, a sua volta allievo del celebre professor Augusto Murri.
In seguito, dal 1935 al 1938, diviene assistente volontario presso l'Istituto di Patologia Medica di Bari diretto dal professor Luigi Condorelli de Fiore.
Dal 1938 al 1951 fu assistente ordinario presso la Clinica Medica di Catania e nello stesso periodo diviene libero docente di Patologia Medica nel 1940 e di Clinica Medica nel 1948.
Dal 1951 al 1954 è aiuto ordinario presso l'Istituto di Patologia Medica di Roma.
Il 1º febbraio 1954 assume la cattedra di Patologia Medica dell'Università di Palermo come professore straordinario, e come ordinario dal 1º febbraio 1957. Diventa poi ordinario di Clinica Medica presso lo stesso ateneo dal 1959 al 1968.
Il periodo palermitano è il più fecondo per la produzione scientifica che interessa vari campi della patologia e della clinica, con particolare riguardo all'emodinamica ed alle cardiopatie, nonché lavori sulle malattie infettive tra cui risaltano quelli sulla virus-epatite e sulle sue sequele.
Nel novembre del 1968 è chiamato a Roma come ordinario di Patologia Medica e, per la sua chiara fama, assume poi la cattedra di I Clinica Medica Generale l'anno successivo, tenendola sino al 1979.
Muore a Roma dopo lunga e sofferta malattia il 1º agosto del 1979.
Centinaia di allievi frequentarono la sua scuola. Tra i tanti, i professori ordinari Schirosa, Balsano, Barbagallo-Sangiorgi, Bompiani, Cajozzo, Indovina, Pagliaro; e i liberi docenti Guarini, Martelli, Martinez, Mansueto, Musca; i primari ospedalieri Romano, Catania, Macaluso, Lanzarone, Russo-Alesi, Buttitta, Gueli, Giglio.
Fu autore di 400 pubblicazioni ed insieme ai suoi allievi di oltre 1000.
Donò allo stato la sua vastissima biblioteca medica di oltre 5000 volumi, curò illustri malati tra i quali Giuseppe Tomasi di Lampedusa (autore de 'Il Gattopardo'), Renato Carosone, come pure gente umilissima a cui nulla chiedeva.
Un suo busto di bronzo, realizzato su iniziativa del suo successore, il Prof. Francesco Balsano, è posto all'ingresso della Clinica Medica dell'Università "La Sapienza" di Roma insieme ai busti di Vittorio Ascoli, Cesare Frugoni e Luigi Condorelli.
Suo figlio è lo scrittore e saggista Pietro Turchetti.